# 冠毛草属
冠毛草属（学名：Stephanachne）是禾本科下的一个属，为多年生草本植物。该属共有冠毛草（S. pappophorea）和黑穗茅（S. nigrescens）两种，产自中亚以及中国天山、青海和甘陕一带。

## 下属物种
- 单蕊冠毛草 Stephanachne monandra (P. C. Kuo et S. L. Lu) P. C. Kuo
- 黑穗茅 Stephanachne nigrescens Keng
- 冠毛草 Stephanachne pappophorea (Hack.) Keng